# Polsat Romans
Polsat Romans — польский развлекательный телеканал медиагруппы Polsat, вещающий с 2009 года. Тематика: фильмы и сериалы для женщин. Лицензию на вещание телеканалу выдал в июле Государственный совет по радиофонии и телевещанию, а запуск официально состоялся 1 сентября 2013 года.

## Некоторые сериалы
- Jesteś moim życiem
- Psie serce
- Szpilki na Giewoncie
- Przyjaciółki
- Hotel 52
- Samo Życie
- Tylko miłość
- 2XL
- To nie koniec świata
- Pierwsza miłość